# Distrito electoral federal 24 de la Ciudad de México
El XXIV distrito electoral federal de Ciudad de México fue un antiguo distrito de Ciudad de México que existió entre 1961 y 2022. Fue suprimido durante el proceso de distritación de 2022 por criterios demográficos.

## Distritaciones anteriores
El XXIV distrito de Ciudad de México (entonces Distrito Federal) fue creado para la conformación de la XLV Legislatura que inició en 1961. Humberto Santiago López fue el primer diputado federal electo por este distrito.

### Distritación 1978 - 1996
Para la distritación de mayo de 1978, el XXIV distrito ocupó la totalidad de la delegación Xochimilco y parte de Tlalpan.

### Distritación 1996 - 2005
De 1996 a 2005 su territorio fue únicamente aquel sector de Coyoacán al este de la Calzada de Tlalpan. Se formó por 177 secciones electorales.

### Distritación 2005 - 2017
Con el proceso de distritación realizado en 2005, el territorio distrital se ubicó en la delegación Coyoacán, y corresponde al sector este de la Calzada de Tlalpan y al norte de la avenida Miguel Ángel de Quevedo. Se formó por 202 secciones.

## Diputados por el distrito
| Diputado                     | Grupo parlamentario | Legislatura | Periodo     |
| ---------------------------- | ------------------- | ----------- | ----------- |
| Humberto Santiago López      |                     | XLV         | 1961 - 1964 |
| Bonifacio Moreno Tenorio     |                     | XLVI        | 1964 - 1967 |
| María Elena Jiménez Lozano   |                     | XLVII       | 1967 - 1970 |
| Tarsicio González Gutiérrez  |                     | XLVIII      | 1970 - 1973 |
| Rodolfo Echeverría Ruiz      |                     | XLIX        | 1973 - 1976 |
| Enrique Álvarez del Castillo |                     | L           | 1976 - 1979 |
| Carlos Robles Loustaunau     |                     | LI          | 1979 - 1982 |
| Daniel Belanzario Díaz       |                     | LII         | 1982 - 1985 |
| Federico Granja Ricalde      |                     | LIII        | 1985 - 1988 |
| Guillermo Jiménez Morales    |                     | LIV         | 1988 - 1991 |
| Alfredo Villegas Arreola     |                     | LV          | 1991 - 1994 |
| María de la Luz Lima Malvido |                     | LVI         | 1994 - 1997 |
| Armando López Romero         |                     | LVII        | 1997 - 2000 |
| Manuel Castro y del Valle    |                     | LVIII       | 2000 - 2003 |
| Bernardino Ramos Iturbide    |                     | LIX         | 2003 - 2006 |
| Gerardo Villanueva Albarrán  |                     | LX          | 2006 - 2009 |
| Ezequiel Rétiz Gutiérrez     |                     | LXI         | 2009 - 2012 |
| Gerardo Villanueva Albarrán  |                     | LXII        | 2012 - 2015 |
| Héctor Barrera Marmolejo     |                     | LXIII       | 2015 - 2018 |
| Guadalupe Ramos Sotelo       |                     | LXIV        | 2018 - 2021 |
| Héctor Saúl Téllez Hernández |                     | LXV         | 2021 - 2024 |

## Resultados electorales

### 2021
|  | 53.74 % |

|  | 3.10 % |

|  | 1.99 % |

|  | 3.13 % |

|  | 31.82 % |

|  | 1.18 % |

|  | 0.62 % |

|  | 1.71 % |

|  | 0.12 % |

|  | 2.56 % |

|  | 100.00 % |

### 2018
|  | 45.3193 % |

|  | 33.2988 % |

|  | 10.3814 % |

|  | 5.0193 % |

|  | 2.2544 % |

|  | 0.1454 % |

|  | 3.5812 % |

|  | 100.00 % |

### 2009
|  | 31.08 % |

|  | 15.40 % |

|  | 19.72 % |

|  | 6.91 % |

|  | 9.09 % |

|  | 2.84 % |

|  | 1.92 % |

|  | 0.62 % |

|  | 12.42 % |

|  | 100.00 % |

### 2006
|  | 35.91 % |

|  | 12.23 % |

|  | 41.44 % |

|  | 4.28 % |

|  | 4.63 % |

|  | 1.42 % |

|  | 100.00 % |